# Beata Mariana de Jesús
|  | No s'ha de confondre amb Santa Mariana de Jesús. |

María Navarro Romero (Madrid, 17 de gener de 1565 - 17 d'abril de 1624) va ser una religiosa castellana, coneguda pel nom de Mariana de Jesús, que va destacar per la seva pietat i va preferir fer-se monja en lloc de casar-se. Va entrar a l'orde de la Mercè Descalça. És venerada com a beata per l'Església Catòlica.

## Vida

### Orígens
Va néixer a Madrid, on va ser batejada el 21 de gener de 1565 a l'església de Santiago per Juan Mata. Era fill de Luis Navarro, pelleter ambulant, i de Juana Romero. A la partida només s'hi va inscriure el nom María, essent Mariana un nom que degué prendre durant la confirmació o en prendre hàbit. Un altre autor, fra Juan de la Presentación, que la conèixer, senyala el seu naixement el 8 de desembre de 1564, tanmateix, resulta inversemblant a causa de la tradició de l'època de fer el bateig ben aviat després dels naixements.
Va ser la més gran de nou germans, vuit dones i un home, que el seu pare havia tingut amb la mare de Mariana, que va morir entre 1573 i 1574, i la seva segona muller, María Gerónima Pinedo. Hom afirma que Luis Navarro va ser pelleter del rei, tanmateix, segons José Antonio Álvarez, només és esmentat com a «pelleter de la reina» el 1577 en una partida de naixement d'una de les filles i creu que va ser el seu net, Pedro Navarro, qui realment, a partir de 1612, va ser pelleter del rei. Quan la seva mare va morir quan ella tenia nou anys i s'hagué de fer càrrec dels seus cinc germans.

### Negativa al matrimoni
Molt devota des de petita, va ser promesa en matrimoni als 22 anys. La noia volia fer-se religiosa però, davant la negativa de son pare, per tal d'evitar el matrimoni, es va rapar i desfigurar la cara. Trencat el compromís, el seu pare la va tancar a casa, on va viure en males condicions durant onze anys fins que va poder escapar-ne. El 1598 va viure vora l'ermita de Santa Bàrbara, com a penitent.

### Mercedària
Finalment, el 1606 ingressa al convent de les mercedàries descalces de Nuestra Señora de la Concepción (conegut com a convent de Don Juan de Alarcón), però per la seva feble salut no pot professar-hi, quedant-se a viure a la vora del convent. Va tenir nombroses experiències d'al·lucinacions, èxtasis i visions. Va tenir conflictes amb el seu primer director espiritual, Antonio del Espíritu Santo, i va prendre com a director i confessor Juan Bautista del Santísimo Sacramento, reformador de l'Orde de la Mercè, que va aconsellar-la fins a la seva mort.
El 1616, en haver millorat de salut, és admesa com a terciària mercedària.

### Mort
Va morir el 17 d'abril de 1624, a les nou de la nit, envoltada de diverses persones dels estaments civil i eclesiàstic. La seva mort va causar una gran commoció a Madrid, on tenia la consideració de santa. Ja només en morir, a la porta de casa seva hi havia una munió de gent congregada que esperava que les seves restes fossin exposades. El seu cos fou traslladat inicialment al convent de Santa Bàrbara, i en desaparèixer aquest el 1838, va ser traslladat al convent de mercedàries de Don Juan de Alarcón, al carrer de la Puebla de Madrid, dintre d'una urna obsequi de la casa ducal de Medina Sidonia, amb la que va tenir una estreta relació.

## Veneració

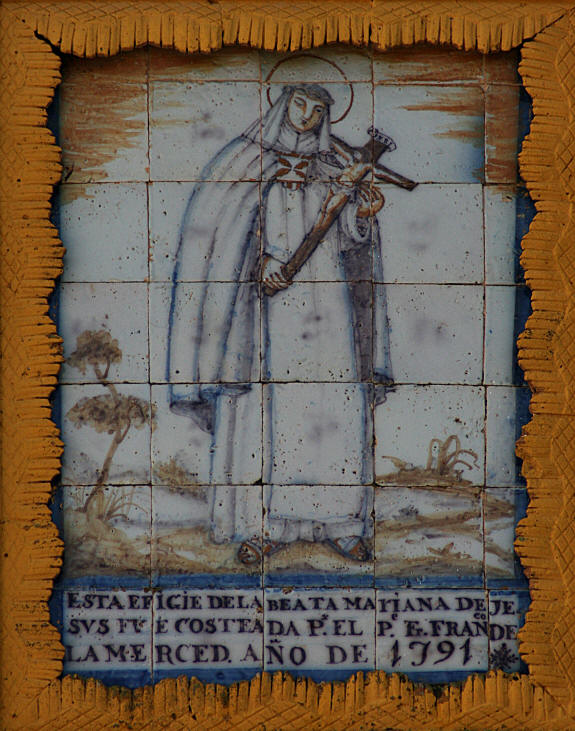
Plafó ceràmic de 1791 a l'Hacienda la Carraca (Huevar, Sevilla).

Un mes després de la seva mort, es van iniciar el procés informatiu de la vida i dels miracles de la difunta, on van declarar un total de 152 testimonis. El 8 d'agost de 1624, la Junta de Teòlegs i Canonistes de Madrid va proposar tributar-li culte particular. Uns anys més tard, el 13 d'octubre de 1628, la vila va sol·licitar a Urbà VIII la beatificació de Mariana, que finalment va ser beatificada per Pius VI el 13 de maig de 1783. Posteriorment, se n'ha iniciat el procés de canonització per nomenar-la santa.
La seva festivitat és el 17 d'abril, aniversari de la seva mort. Cada any, el seu cos incorrupte és exposat a l'església del convent de mercedàries, on poden anar a admirar-lo els devots.
Altrament, la vila de Madrid li ha retut diversos homenatges: va nomenar-la copatrona, a petició de la població, al costat d'Isidre el Llaurador i la Mare de Déu de l'Almudena. També la seva imatge estava representada a l'antiga Porta d'Alcalá, que estava presidida originalment per la Mare de Déu de la Mercè. La mercedària María Ángeles Curros ha creat l'Associació d'Amics de la Beata Mariana, amb fins socials i benèfics.

### Representació en imatges
Des del moment de la seva mort se n'han fet representacions. Ja difunta, va ser retratada per Vicente Carducho, qui també va fer tres motlles o màscares de la seva efígie, que van servir de base per a totes les representacions de la difunta. Una d'elles encara es conserva al convent de Don Juan de Alarcón, on hi ha el seu cos. El Museu Nacional d'Escultura, a Valladolid, té en la seva col·lecció un bust de la beata, d'autoria anònima, l'origen del qual es desconeix i que va ser adquirit per part de l'estat espanyol el 1935, i que segurament va ser realitzada vers 1783, amb motiu de la beatificació, a partir de la màscara mortuòria. També es conserva una talla a l'església de Santiago, obra de Julián de San Martín, una de les representacions més conegudes de la beata, i que probablement té relació amb l'esmentat bust.
En les representació té el lliri com a flor associada. Això es deu al fet que és coneguda popularment com «el lliri de Madrid» (en castellà la Azucena de Madrid), distingint-la de santa equatoriana Mariana de Jesús, coneguda com el «el lliri de Quito». Se l'anomena així, d'acord amb la tradició, perquè es diu que després d'una sagnia que li van practicar quan estava malalta, de la sang recollida en una galleda en va néixer un lliri.